# Aéroport de Santa Maria
L'aéroport de Santa Maria (code IATA : SMA • code OACI : LPAZ) est situé  près de Vila do Porto, la principale agglomération de l'île. C'est l'aéroport le plus à l'est des Açores. Il a été construit par les États-Unis et a servi de base aérienne jusqu'à la fin de la Seconde Guerre mondiale. En 2008, cet aéroport est utilisé particulièrement comme escale technique.

## Situation
| \| 30 km1:1 849 000 \| Ponta Delgada Flores Horta Santa Maria Terceira Pico São Jorge Corvo Graciosa |
| 30 km1:1 849 000                                                                                     |

## Statistiques
Pour des raisons techniques, il est temporairement impossible d'afficher le graphique qui aurait dû être présenté ici.

Voir la requête brute et les sources sur Wikidata.

## Compagnies aériennes desservant l'aéroport
| Compagnies      | Destinations               |
| --------------- | -------------------------- |
| Azores Airlines | Lisbonne-H. Delgado        |
| SATA Air Açores | Ponta Delgada-Jean Paul II |